# Gavúnečkovití
Gavúnečkovití (Telmatherinidae) je čeleď paprskoploutvých ryb z řádu gavúni (Atheriniformes). Čeleď gavúnečkovití pochází zesladkých a brakických vod ostrovů Celebes, Misool a Batanta. Zahrnuje pět rodů.

## Taxonomie
- Kalyptatherina Saeed & Ivantsoff, 1991
- Marosatherina
- Paratherina Kottelat, 1990
- Telmatherina Boulenger, 1897
- Tominanga Kottelat, 1990